# Sankt Jakob im Rosental
Sankt Jakob im Rosental (szlovénül Šentjakob v Rožu) osztrák mezőváros Karintia Villachvidéki járásában. 2016 januárjában 4249 lakosa volt.

## Elhelyezkedése

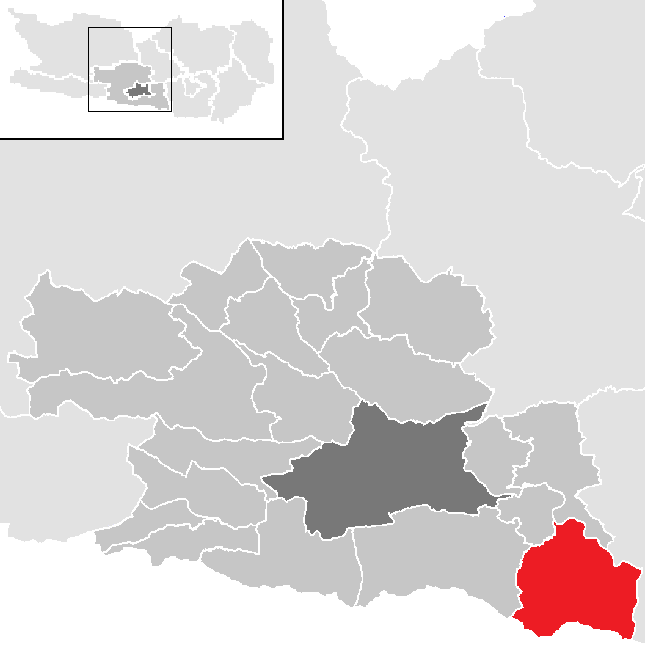
Sankt Jakob im Rosental a Villachvidéki járásban

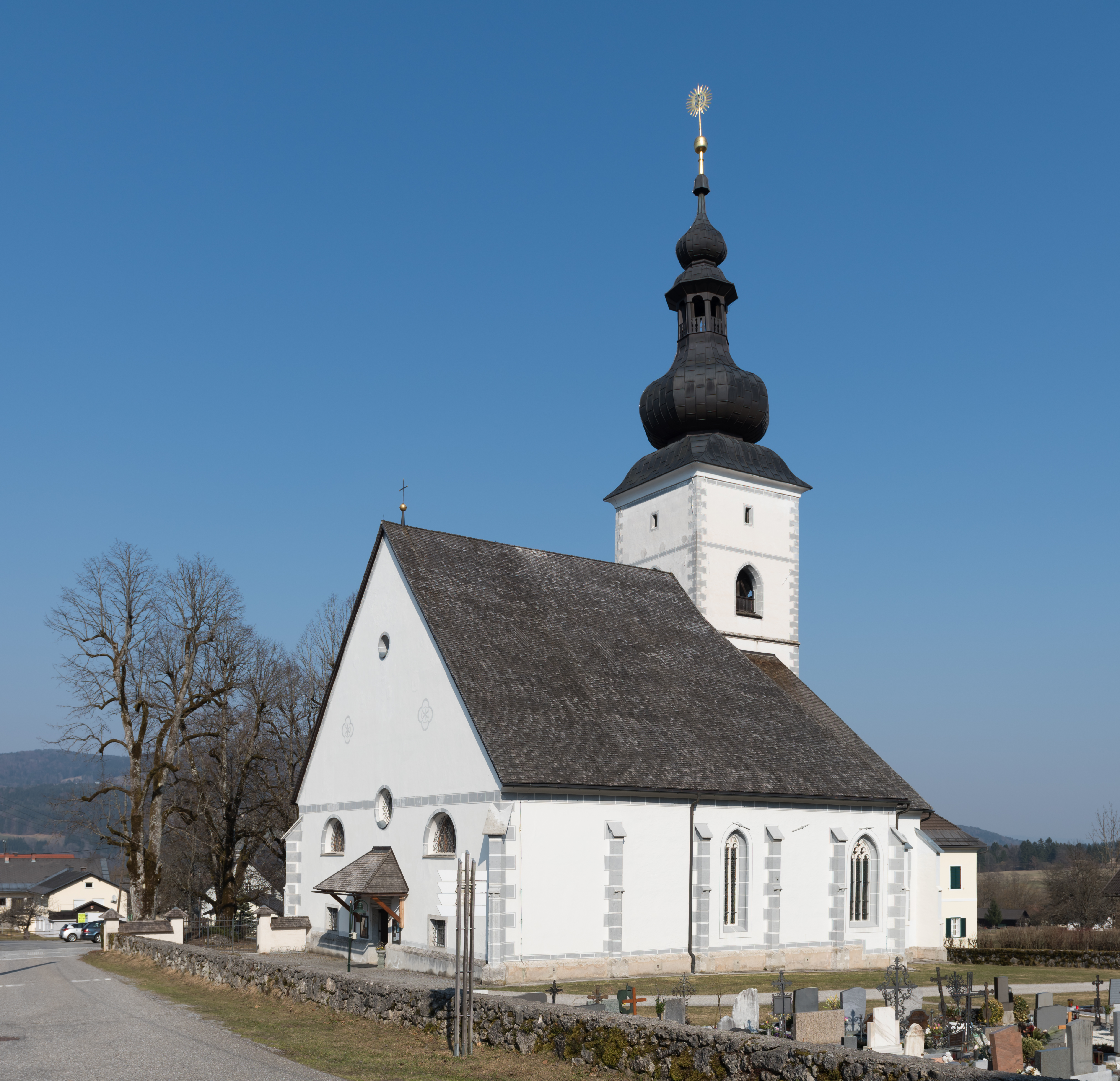
Maria Elend temploma

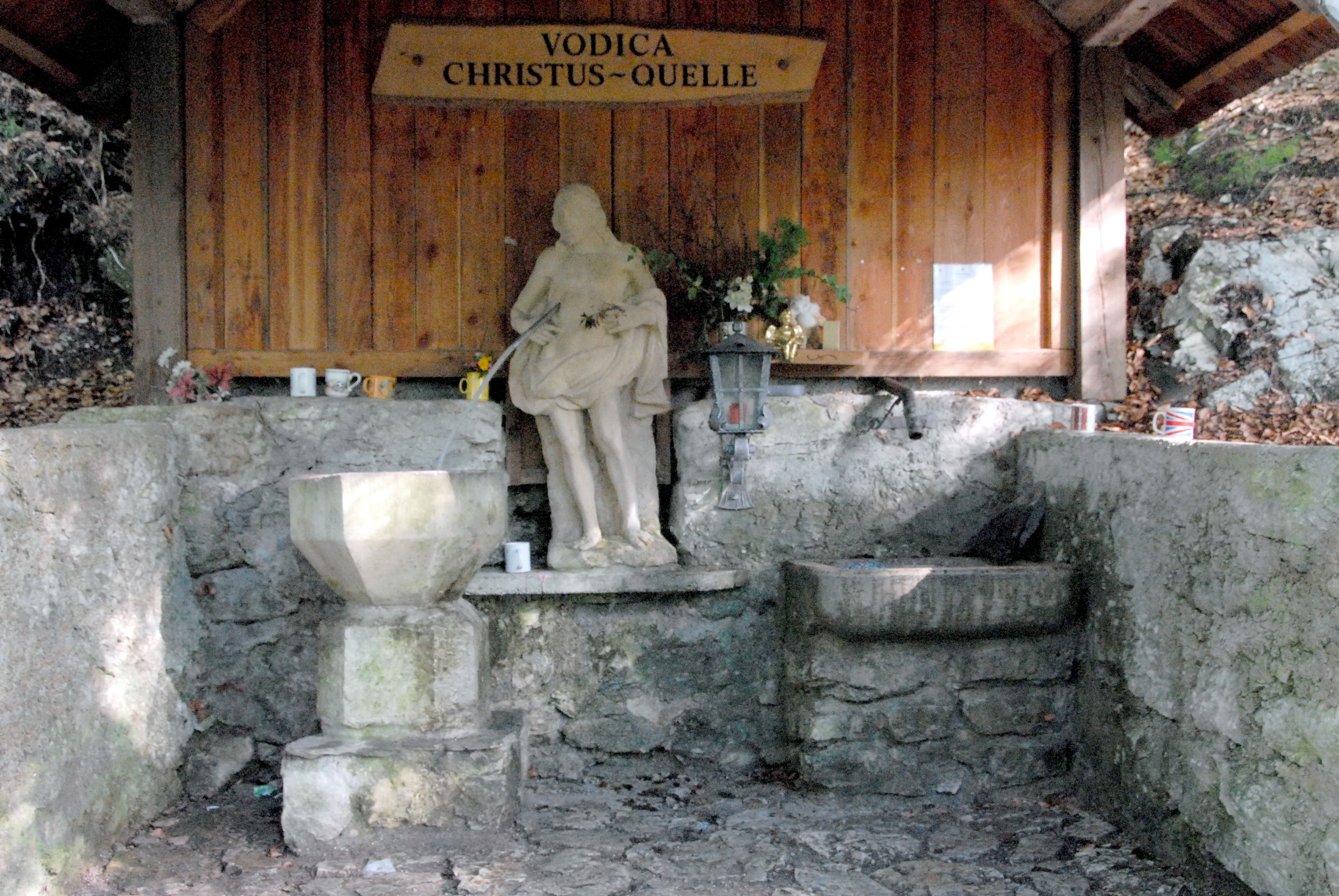
A Krisztus-forrás

Sankt Jakob im Rosental Karintia déli részén fekszik, közvetlenül a szlovén határ mellett, a Rosental völgyében. Északról a Dráva, délről a Karavankák hegyei fogják közre. Az önkormányzat 21 falut és egyéb települést fog össze: Dragositschach (55 lakos), Dreilach (58), Feistritz (261), Fresnach (19), Frießnitz (173), Gorintschach (120), Greuth (88), Kanin (93), Längdorf (197), Lessach (86), Maria Elend (514), Mühlbach (233), Rosenbach (339), St. Jakob im Rosental (651), St. Oswald (145), St. Peter (86), Schlatten (393), Srajach (138), Tallach (317), Tösching (61), Winkl (212).
A környező települések: nyugatra Finkenstein am Faaker See, északnyugatra Rosegg, északra Velden am Wörther See, északkeletre Ludmannsdorf, keletre Feistritz im Rosental, délre Jesenice (Szlovénia), délnyugatra Kranjska Gora (Szlovénia).

## Története
A Rosental a hallstatti korban már lakott volt, a szomszédos Rosegg területén nagy temetőt tártak fel a régészek. Sankt Jakob területén Schlatten templomában őriznek egy késő ókorból származó, Mithrásznak szentelt oltárkövet.
A 6. században szlávok telepedtek meg a völgyben, számos helynév árulkodik az ő örökségükről. Miután a szlávok államát a Frank Birodalom a 9. században meghódította, elkezdődött megtérítésük és nagy számú bajor telepes is érkezett Karintiába. Sankt Jakob templomát a 11. században építtette Ozzi gróf, egy bajor nemes, aki 1024-ben megalapította Ossiach apátságát is. 1472 és 1483 között a betörő törökök több alkalommal kifosztották a települést.
A napóleoni háborúk idején 1809-1813 között Sankt Jakob (akárcsak egész Felső-Karintia) a francia fennhatóságú Illír tartományok része volt.
Sankt Jakob 1888-ban szakadt el Rosegg önkormányzatától és vált önállóvá. 1901-1906 között megépült a Karavankákon átvezető vasút, ami fellendítette a község gazdasági életét. Az első világháború után fegyveres konfliktus robbant ki Ausztria és Jugoszlávia között Dél-Karintia szlovénlakta vidékeinek hovatartozása miatt. A stratégiai fontosságú Karavanka-alagutak miatt a jugoszlávok megszállták Rosenbachot, Sankt Jakobot és Rosegget, de az osztrák hadsereg 1919 májusára kiűzte őket. Az 1920 októberi népszavazáson Sankt Jakob szavazóinak többsége (54%-a) a Jugoszláv Királysághoz való csatlakozásra voksolt, de mivel a szavazókörzetben 59%-os többséget értek el az Ausztriát támogatók, a település Karintiában maradt.
A második világháborúban a szlovén nemzetiség tagjait erőszakkal kitelepítették. Maria Elend és Rosenbach vasútállomásait több alkalommal bombázták.
Sankt Jakob 1981-ben mezővárosi státuszt kapott.

## Lakossága
A Sankt Jakob-i önkormányzat területén 2016 januárjában 4249 fő élt, ami visszaesést jelent a 2001-es 4465 lakoshoz képest. Akkor a helybeliek 94,2%-a volt osztrák, 1,2% boszniai, 1,2% német állampolgár. 16,4% tartozott a szlovén kisebbséghez (1910-ben a lakosok 90%-a volt szlovén). 89,8% római katolikusnak, 2,3% evangélikusnak, 4,7% pedig felekezet nélkülinek vallotta magát.

## Látnivalók

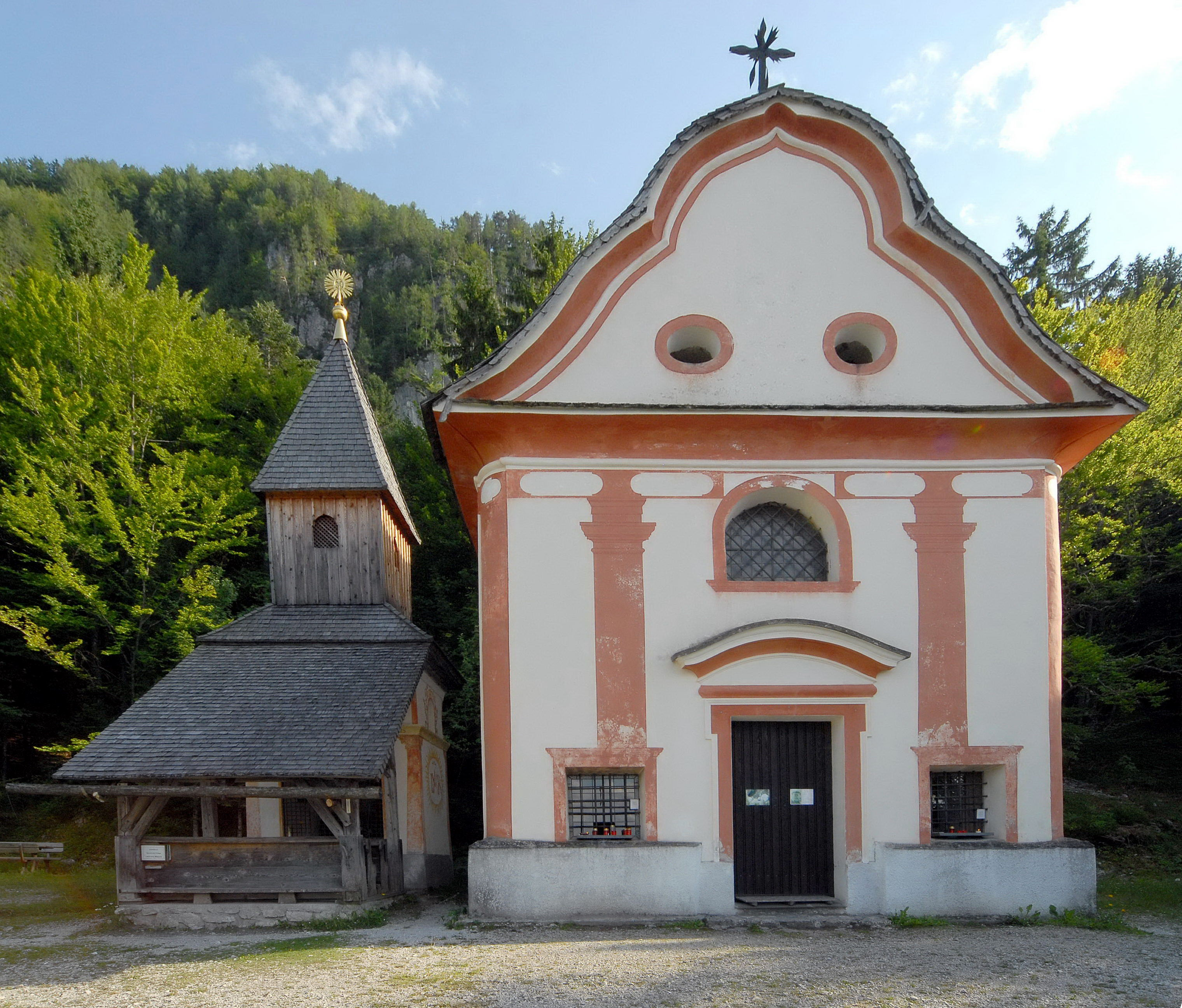
A Kápolnahegy kápolnái

- Maria Elend temploma a mai formájában gótikus épület, jelentős barokk módosításokkal és román stílusú toronnyal. 1267-ben építették az ossiachi bencés szerzetesek, majd miután a 15. század végén a törökök elpusztították, gótikus stílusban újjáépült.
- Maria Elendtől délre található a Kápolnahegy (Kapellenberg), rajta két kápolnával: a kisebbik, fatornyos épület 1731-ben készült, a nagyobbik 1751-ben. Utóbbit egy gazdag grazi nő építette, aki megesküdött, hogy ha betegségéből felgyógyul, a kis kápolna helyette egy nagyobbat emeltet a Szűz Máriának. Az új kápolna végül a régi mellé épült. A kápolnáktól kis távolságra található egy forrás (ún. Krisztus-forrás vagy Vodica) és fölötte egy 1767-ből származó faépítmény. A gyógyító hatásúnak tartott forrás sok vallásos zarándokot vonz.
- Sankt Jakob plébániatemploma Valentin Oman modern freskóival
- Schlatten Szt. Orsolya-temploma, benne a Mithrász-kővel

## Híres Sankt Jakob-iak
- Anton Janežič (1828–1869) szlovén író, nyelvész

## Fordítás
- Ez a szócikk részben vagy egészben  a   Sankt Jakob im Rosental című német Wikipédia-szócikk ezen változatának fordításán alapul.  Az eredeti cikk szerkesztőit annak laptörténete sorolja fel. Ez a jelzés csupán a megfogalmazás eredetét és a szerzői jogokat jelzi, nem szolgál a cikkben szereplő információk forrásmegjelöléseként.